# Tchevi
Tchévi est un village du Cameroun situé dans le département du Mayo-Tsanaga et la Région de l'Extrême-Nord, à proximité de la frontière avec le Nigeria. Il fait partie du canton du même nom et de la commune de Bourha.

## Population
En 1966-1967, le village comptait 1 099 habitants, principalement Gude ou Foulbé. Le recensement de 2005 en a dénombré 2 907 pour Tchévi proprement dit 36 190 et pour le canton de Tchévi.
C'est l'un des quelques villages où l'on parle le tsuvan, une langue tchadique du groupe biu-mandara.